# 庫格頓莊園
庫格頓莊園（英語：Coughton Court）是位於英國的一座都鐸式鄉村別墅。庫格頓莊園始建於1530年，是一座英國一級保護建築，外觀帶有典型的英國文藝復興時期的風格。自1946年以來，庫格頓莊園有國家名勝古蹟信託所有。現在庫格頓莊園全年對外開放。

## 外部連結
- Official website （页面存档备份，存于）
- Coughton Court at nationaltrust.org.uk （页面存档备份，存于）